# Pukará de Quitor
Der Pukará de Quitor ist eine historische Wohn- und Fluchtburg der Likan Antai (Atacameños) im Ayllu Quitor in der Kommune San Pedro de Atacama in Chile. Die Festung gehört zu den besten architektonischen Leistungen der sogenannten San-Pedro-Kultur.
Die Ruinen des Pukará liegen drei Kilometer nordwestlich von der Oase San Pedro de Atacama an einem ostwärts ausgerichteten Steilhang. Durch eine Schlucht an der Nordseite fließt der Río San Pedro vorbei. Die Festungsanlage verteilt sich über eine Fläche von 2,4 ha mit bis zu 80 m Höhenunterschied zum Fluss. Sie besteht aus einem Ensemble von 164 Bauten. An der Ostseite wird sie über ihre ganze Breite von einer kolossalen Mauer geschützt. Die Mauer ist 121 m lang, durchschnittlich 1,2 m tief und von außen gemessen bis zu 3 m hoch. Eine Art Wachturm im Zentrum erlaubt einen Ausblick in bis zu 80 km Entfernung.
Der Pukará de Quitor wurde um 1300 N. Chr. erbaut. Er diente, wie auch andere seiner Art in der Region, der Verteidigung der Oase gegen Gruppen, die aus den Hochebenen der Anden im heutigen Bolivien kamen. Er war dafür ausgelegt längere Belagerungen zu überstehen. Der örtlichen Bevölkerung diente er als Wohnsiedlung, die im Konfliktfall auch die Menschen aus den umliegenden verstreuten Siedlungen aufnehmen konnte. Um die Mitte des 16. Jahrhunderts wurde der Pukará von spanischen Konquistadoren erobert und geschleift. Seitdem war er verlassen und dem weiteren Verfall preisgegeben. 1981 konnten rund 1/3 des Pukarás restauriert werden.